# Anne Leloup
Pour les articles homonymes, voir Leloup.
Anne Leloup née à Ixelles en 1968, est une peintre, illustratrice, lithographe et éditrice belge.

## Biographie

### Formation
Anne Leloup étudie à l'Institut Saint-Luc de Bruxelles, option « graphisme publicitaire », elle obtient un graduat en arts plastiques et complète sa formation en peinture, sculpture et gravure aux Académies de Tournai et de Watermael-Boitsfort, atelier de gravure de Kikie Crêvecoeur.

### Édition
Ses peintures et ses gravures sont régulièrement exposées en Belgique et au Canada.
En 1994, elle lance Esperluète Editions, une maison d'édition belge indépendante, membre du groupe des Éditeurs Associés, dont le logo « & » est un caractère typographique signifiant le lien entre écrivains et plasticiens, auteurs et lecteurs. Elle collabore ainsi à la réalisation de livres avec plusieurs artistes. Parmi les 150 auteurs du catalogue : Anne Brouillard, Corinne Hoex, Kikie Crêvecœur, Anne Herbauts, Eva Kavian, Caroline Lamarche ou encore Nicole Malinconi. La maison d'édition publie en moyenne une dizaine de publications par an, répartie en trois collections : « littéraires », « imagée » et « en marge ». Anne Leloup réalise également des illustrations pour les livres qu'elle édite. Elle est notamment l'auteure d'illustrations pour Petite histoire qui part de rien ou d'un mensonge ou d'un désir et qui n'a pas de fin avec des textes d' Annick Ghijzelings. 
Tous les deux ans, elle participe à l’organisation du Marché du Livre de Mariemont. 
En 2016, elle participe à l’exposition Que sont-ils devenus ? à l'occasion de la 25e édition du prix de la Gravure et de l'Image imprimée. En mars 2017, Anne Leloup signe Trouvé par terre (notes d’atelier), livre qui présente et commente ses explorations plastiques.

## Accueil critique
Selon l'écrivaine belge Caroline Lamarche, « exposer est pour Anne Leloup un acte rare, intime, qui résiste aux commentaires. Elle vous racontera la pierre longuement poncée, le crayon gras, le passage de l’acide, l’encre étalée au rouleau, la technique comme outil de précision, qui permet de sonder, déplacer, jouer. Non l'émotion qui la gagne à l’instant, très bref, du geste artistique. Elle n’a pas de mots pour le corps traversé par cette énergie-là : plénitude du trait, danse avec le vide. Ni pour les formes qui en résultent. Elle parle de mémoire, de fragments détachés d’une mémoire obscure, de formes qui montent. Nées d’où ? D’objets parfois. D’autres formes, entrevues dans la nature, la maison. D’expériences fugitives, de souvenirs enfouis ».

## Œuvres dans les collections publiques
- La Louvière, Centre de la gravure et de l'image imprimée : fonds de 13 œuvres[12].

## Distinctions
- 1996 : prix de la Gravure et de l'Image imprimée du Centre de la gravure et de l'image imprimée[6].
- 2015 : sélection lors de 9e Biennale internationale d’Estampe contemporaine de Trois-Rivières (Québec)[13].